# Adromischus filicaulis
Adromischus filicaulis là một loài thực vật có hoa trong họ Crassulaceae. Loài này được (Eckl. & Zeyh.) C.A.Sm. miêu tả khoa học đầu tiên năm 1939.